# Рагим, Мамед
Маме́д Раги́м (настоящее имя — Мамед Рагим Аббас оглы Гусейнов; 1907—1977) — азербайджанский советский поэт. Народный поэт Азербайджанской ССР (1964). Лауреат Сталинской премии второй степени (1949).

## Биография
Мамед Рагим родился 7 (20 апреля) 1907 года в Баку. Учился в Бакинском городском училище, после 1918 года — в городской школе № 5. В 1931 году окончил АзПИ имени В. И. Ленина. В 1926 году написал произведение, посвящённое советизации Азербайджана. В 1929 году в издательстве «Азернешр» вышла первая книга стихов поэта на азербайджанском языке. Начинал с интимно-лирических стихов, затем перешёл к социально-политическим темам. В годы Великой Отечественной войны М. Рагим, находясь в рядах РККА, печатал свои стихи и статьи в армейских газетах Закавказского фронта. Поэт вёл большую общественную работу в СП Азербайджана, являлся членом редколлегии азербайджанской «Литературной газеты». В своих произведениях повествует о борьбе за нефть, колхозном строительстве, воспевает подвиг советского народа в годы войны, ведёт антирелигиозную пропаганду. Его стихи богаты народной лексикой. Переводил на азербайджанский язык произведения «Фархад и Ширин» А. Навои, «Семь красавиц» Низами, А. С. Пушкина («Руслан и Людмила», «Кавказский пленник»), М. Ю. Лермонтова, Н. А. Некрасова, А. Т. Твардовского, В. В. Маяковского, Д. Бедного, А. А. Блока, С. П. Щипачёва, М. В. Исаковского, И.-В. Гёте, Ш. Петёфи, А. Гидаша, О. Т. Туманяна, И. Г. Гришашвили, Абая, Кемине.
Мамед Рагим умер в 1977 году. Похоронен в Баку на Аллее почётного захоронения.

## Награды и премии
- Сталинская премия второй степени (1949) — за поэму «над Ленинградом» (1948)[1]
- Народный поэт Азербайджанской ССР (29.06.1964)
- Заслуженный деятель искусств Азербайджанской ССР (27.04.1940)
- два ордена Ленина (25.02.1946, 29.04.1967)
- Орден Октябрьской Революции
- орден Трудового Красного Знамени (25.05.1957)
- Почётная грамота ЦИК Грузинской ССР — за перевод «Витязя в тигровой шкуре» Шота Руставели
- медали

## Творчество
- - Сборники стихов
- «Желания» («Арзулар») (1930)

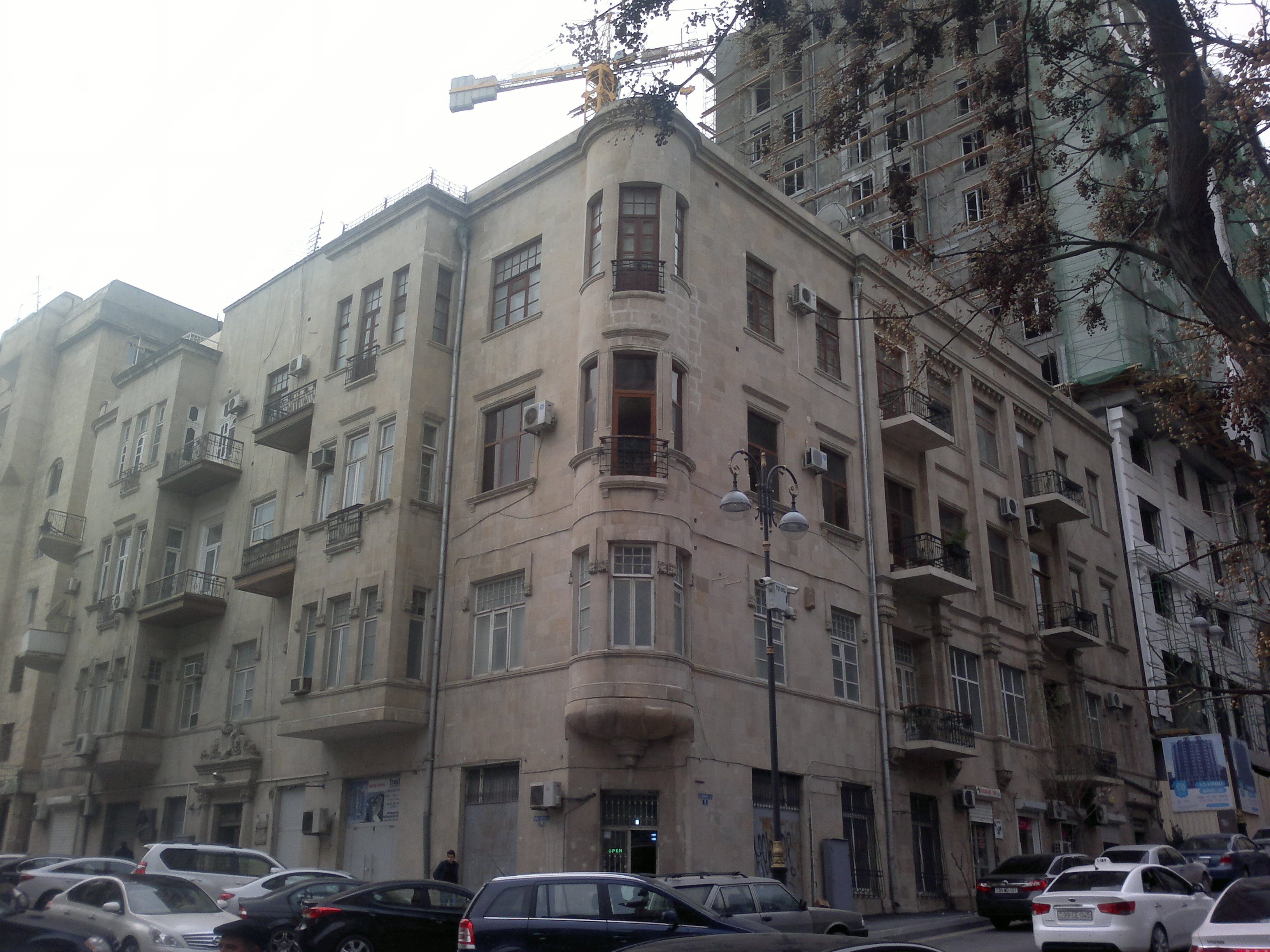
Дом в Баку, в котором жил Мамед Рагим

- «Вторая книга» («Икинджи Китаб») (1932)
- «Первые плоды» (1937)
- «Винтовка партизана» (1937)
- «Песня мощности» (1940)
- «Любовь к Родине» (1942)
- «Песня утра» (1943)
- «Таран» (1943)
- «В объятиях Дона» (1944)
- «Он увидит весну» (1944; на русском языке)
- «Избранные стихи и поэмы» (1948; на русском языке)
  - Поэмы
- «Бессмертный герой» (1946; на русском языке) — о С. М. Кирове
- «Над Ленинградом» (1948)
- «На Апшеронской земле» (1950)
- «Над Каспием» (1958)
  - Книги для детей
- «Арзу-Гыз» (1939)
- «Книга Ильдырыма» (1939)
  - Пьесы
- «Хагани» (1955)

## Переводы
- «Семь красавиц» Низами (1946)
- Часть поэмы «Витязь в тигровой шкуре» Шота Руставели (1966) (другую часть перевел Самед Вургун)
- «Фархад и Ширин» Навои (совместно с Алиага Вахид, Мирварид Дильбази, Алекпер Зиятай и Нигяр Рафибейли)
- «Руслан и Людмила» А. С. Пушкина (1949)
- «Кавказский пленник» А. С. Пушкина (1949)
- «Мцыри» М. Ю. Лермонтова (1939)
- «Беглец» М. Ю. Лермонтова (1939)
- «Песня про царя Ивана Васильевича, молодого опричника и удалого купца Калашникова» М. Ю. Лермонтова (1939)
- «Двенадцать» А. Блока (1932)
- Произведения Н. А. Некрасова, А. Т. Твардовского, В. В. Маяковского, Д. Бедного, С. П. Щипачёва, М. В. Исаковского, И.-В. Гёте, Ш. Петёфи, А. Гидаша, О. Т. Туманяна, И. Г. Гришашвили, Абая, Кемине.